# Haralimutt, Tirthahalli
Haralimutt là một làng thuộc tehsil Tirthahalli, huyện Shimoga, bang Karnataka, Ấn Độ.